# Zeche Scherenberg
Die Zeche Scherenberg  in Sprockhövel (Ortsteil Haßlinghausen) ist ein ehemaliges Steinkohlenbergwerk.

## Bergwerksgeschichte
Am 22. Juni des Jahres 1643 erfolgte die allgemeine Belehnung. Am 22. Juni des Jahres 1647 wurden ein Längenfeld und die Erbstollengerechtigkeit verliehen. Das verliehene Feld befand sich westlich der Kohlenbank von Cord Stock, in der Nähe der Gennebecker Ortsgrenze. Verliehen wurde das Längenfeld an Peter Scherenberg. Vermutlich hatte bereits der Vater von Peter Scherenberg schon vor dem Dreißigjährigen Krieg in demselben Feld Abbau betrieben. Nach der Verleihung wurde das Bergwerk in Betrieb genommen. In der zweiten Hälfte des 17. Jahrhunderts ging man vom Pingenbau zum Stollenbau über. Am 14. Juli des Jahres 1670 erfolgte die Belehnung für das Flöz Gabe Gottes. Am 1. Juni des darauffolgenden Jahres erfolgte die Belehnung für das Flöz Lehnbank und nur wenige Tage später erfolgte am 7. Juni die Belehnung für das Flöz Gertgesbank. Am 23. Juli des Jahres 1694 erfolgte die Belehnung für das Flöz Leveringsbank. Am 28. Mai des Jahres 1704 wurde ein Vergleich zwischen den Bergwerken Stock und Scherenberg abgeschlossen. Dieser Vergleich regelte die Abgrenzung des Abbaus in einzelnen Flözen. Für die Zeche Scherenberg sah der Vergleich eine Beschränkung des Abbaus auf den Bereich oberhalb der Stollensohle des Jutermann Stollens vor. Diese Beschränkung galt für den Bereich westlich des Weiershauser Baches. Nachdem der Abbau weiter fortgeschritten war, wurde dieser Vergleich bedeutungslos. Das Bergwerk ging später in die Stock & Scherenberger Hauptgrube über.